# ان‌جی‌سی ۶۳
ان‌جی‌سی ۶۳ (به انگلیسی: NGC 63) یک کهکشان مارپیچی با قدر ظاهری ۱۲٫۶ است که در صورت فلکی ماهی قرار دارد.